# Viktor Oskar Tilgner

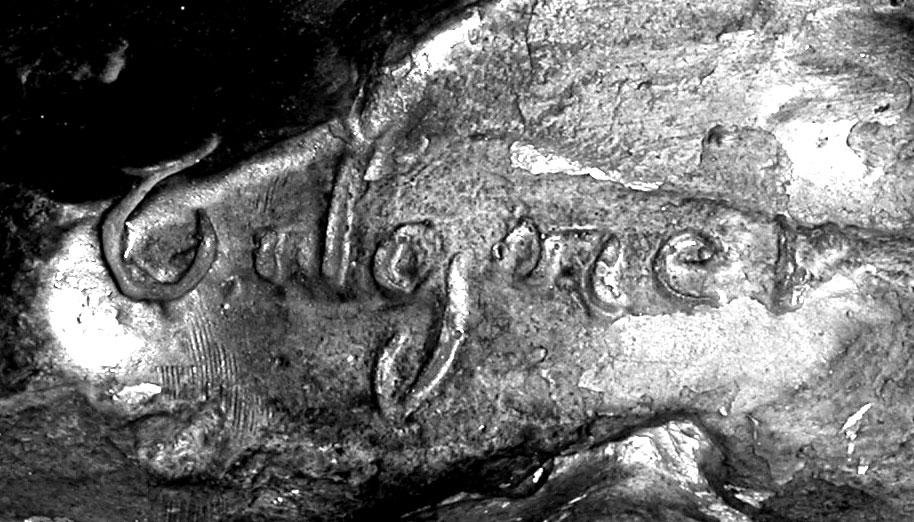
Tilgner aláírása

Viktor Oskar Tilgner (magyarosan Tilgner Viktor, Tilgner Viktor Oszkár) (Pozsony, 1844. október 25. – Bécs, 1896. április 16.) osztrák szobrász.

## Életpályája
Csak kétéves volt, amikor az édesapjával, egy sapeur-kapitánnyal Bécsbe költözött. A reáliskolát épphogy elvégezte, 1854-ben beiratkozott a képzőművészeti akadémiára, ahol Bauer tanár vezetése alatt már 15 éves korában kezdte mintázni első szobrait. Tehetsége gyorsan fejlődött, egymás után nyerte el az akadémia díjait, köztük a Füger-féle aranyérmet és csakhamar mint csodagyermekről kezdtek róla beszélni tanárai. Azután Josef Gasser, még később a Bécsben időző francia szobrász, Jean-Baptiste Gustave Deloye vezetése alá került, akinek realisztikus iránya nagy befolyással volt tehetsége fejlődésére. Tilgner plasztikus arcképei azonban eleinte csakis a műértők kisebb csoportjánál találtak elismerésre.
Az általános figyelem csak akkor fordult feléje, miután 1872-ben több arcképszobor közt a Burgtheater híres hősnőjének, Wolter Saroltának a portréját is kiállította. Hírnevét még inkább emelte a következő évben rendezett bécsi világkiállítás, mely alkalommal a külföldi műbarátok is a legnagyobb elragadtatással nyilatkoztak mellszobrairól. Tilgner ez idő óta az arcképezésre adta magát, s egész hosszú sorát készítette a legbeszédesebb hasonmásoknak. Egyes álló szobrai az újabbkori művészet jobb alkotásai közé tartoznak. Hatásosan dekoráló művek a bécsi új udvari színház számára készített alakjai: a vidám Hanswurst, a halhatatlan Falstaff és Phaedra. A kecses ábrázolásnak és dekoráló ügyességnek valóságos mintaképe a Hummel-szobor, melyet szülővárosa, Pozsony rendelt meg nála, azután Ágost szász-coburg-gothai herceg fogadalmi emléke.
Tilgner hosszabb külföldi utakat tett Hans Makart festő társaságában és tapasztalatait sikerrel értékesítette a bécsi újabb középületek és nyilvános terek díszítésére szánt alkotásain. Az olaszok befolyása főleg Nőrabló Triton című alkotásán érezhető, amelynek a mintája Ferenc József király tetszését is annyira megnyerte, hogy a csoportozatot megvásárolta tőle és bronzba öntette a bécsi népkert számára. Ez a pompás szobormű az udvar újabb megrendeléseit szerezte meg Tilgnernek. Így készült az ischli császári villa parkjának monumentális kútja (Delfinnel játszó gyermekek), valamint a bécsi állatkert vadászkastélya számára készített kút is, mely krokodillal incselkedő gyermeket ábrázol. Ezen a két csoportozaton az antik befolyás érezhető; míg harmadik kútcsoportozata, a Szarvast itató nimfa már az olasz reneszánsz befolyására vall. Hasonló hatást gyakorol reánk a Tavasz visszatérése című reliefje is.
Utolsó szobrai közül említést érdemelnek: Liszt mellszobra (Sopron számára), Werndl szobra (Steyrben) és Mozart szobra (a bécsi opera mellett). Mindezeken kívül vannak a művésznek szép síremlékei is; a legszebb és legmaradandóbb sikereit azonban az arcképezés terén aratta. Tilgner munkáinak igen gazdag és érdekes gyűjteménye a pozsonyi városi múzeumban látható.